# Evangelische Kirche Aulendiebach

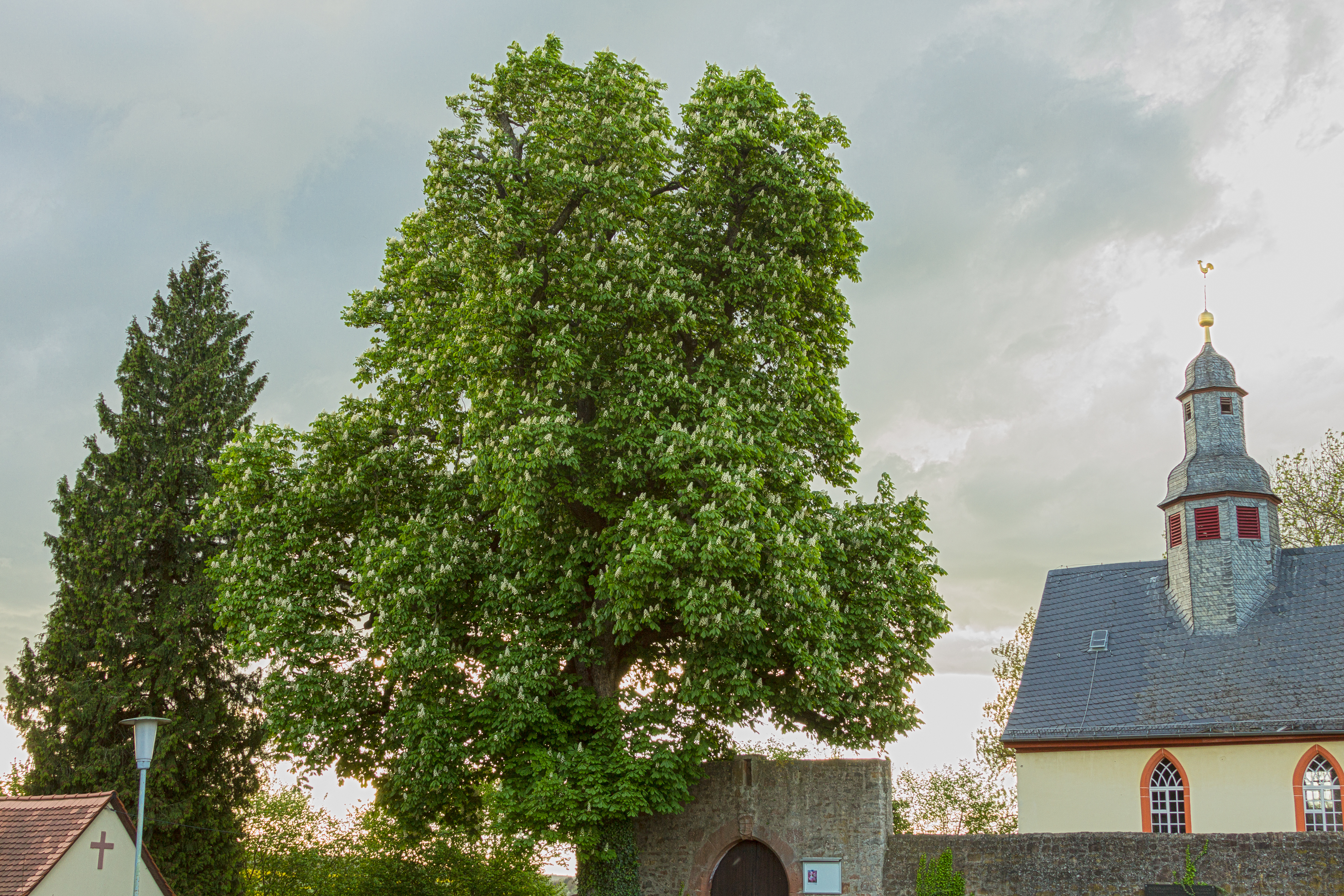
Evangelische Kirche Aulendiebach

Die evangelische Kirche ist ein denkmalgeschütztes Kirchengebäude in Aulendiebach, einem Stadtteil von Büdingen im Wetteraukreis (Hessen).
Der kleine Bau vom Ende des 14. Jahrhunderts wurde im 18. Jahrhundert mit einem Dachreiter bekrönt. Die Kirche liegt auf einer Anhöhe, inmitten eines befestigten Kirchhofes, dessen Mauern mit Schießscharten ausgestattet sind. Das hohe spitzbogige Tor ist aus der Zeit um 1500.